# 崇禎明荷海戰
崇禎明荷海戰（另名料羅灣海戰）發生於明朝崇禎六年六月初一（1633年7月6日）至九月二十（10月22日）荷蘭東印度公司對福建沿海進行的掠劫以及封鎖行為，在此段時間中福建沿海皆有零星掠劫及交戰行為，雙方規模最大的一次作戰為10月22日明朝與荷蘭和海盜聯軍於金門島料羅灣的作戰，明朝水師以鄭芝龍（鄭成功之父）為前鋒下擊敗荷蘭東印度公司與海盜聯軍。

## 背景
尼德蘭七省聯合共和國自1602年開始在東南亞進行香料貿易，為了拓展與中國方面的貿易往來（尤其是絲織品）於1624年在澎湖建立城堡。此動作刺激到當時的明朝政府，而後明朝政府以絕對優勢的兵力包圍澎湖並與荷蘭人交涉，後荷蘭人退出澎湖。
但交涉過程中福建巡撫商周祚在交涉信中提出如果荷蘭人願意退出澎湖並前往台灣的話，福建政府願意保障福建至大員間的商業往來；但是實際上福建地方官員並沒有履行諾言，由於海禁令影響，命令上中國與荷蘭的公開貿易關係是被禁止的，福建政府理解此點但仍開出空頭支票以誘使荷蘭方面認同其提議。
在無法進入中國港口貿易的狀況下，荷蘭船隻如要進行中國貿易僅能停泊在漳州灣周邊，並藉由協助者將貨物運上船隻交易，在本質上為走私行為。當時荷蘭人在曾為海盜的福建把總許心素協助下從中國方面獲得不少絲織品以及其他貨物（每年以四到六萬里爾購買生絲，合三到四萬兩銀），不過此貿易模式在許心素被鄭芝龍擊敗之後荷蘭人轉而與鄭芝龍簽署類似條約，但是在合約中並沒有確定每年的供貨量，因此荷蘭方面的對中貿易完全受制於鄭芝龍的決定。
對於這種受制於中國方面的貿易狀況荷蘭方面自然有所怨言，並不斷的向鄭芝龍提出在中國港口自由貿易的提案，並協助鄭芝龍於1630年擊敗當時在東南沿海勢力最強大的海盜李魁奇以試圖換取在中國的自由貿易，但是在擊敗李魁奇後鄭芝龍並沒有履行約定；鄭芝龍雖然掌握當時東亞海上勢力，但官位僅為廈門游擊，因此實質上並沒有決定與其他國家的貿易權限。另外於崇禎三年（1630年）三月新任的福建巡撫鄒維璉對於鄭芝龍等人無視海禁令進行貿易也多所不滿，因此在上任後再次發布海禁令，允許有許可令的福建人民下海活動，但不允許外國人至福建貿易。在這次海禁令發布後隔年獲得前往大員許可證僅有6張，而前來的船隻更少於此數量，這種狀況使得荷蘭在台灣的貿易陷入困境。

## 戰前準備
在1633年4月30日決定對中國進行掠劫行動後，巴達維亞方面於5月14日派出船隻前往大員通報即將到來的作戰，本隊集中了6艘帆船於6月2日出發，另外也集中了各地巡邏中或是順路船隻前往作戰，趁西南季風吹起的夏季中國商人會自南方各地回到中國，在此時機對這些船隻進行掠劫。作戰目的為「對中國福建沿海進行掠劫活動逼使中國政府答應其貿易需求，並在掠劫途中盡量降低中國人民傷亡」。
此場戰爭中參與的荷蘭船艦
| 船名           | 水手 | 士兵 | 參戰時間   | 備註                    |
| -------------- | ---- | ---- | ---------- | ----------------------- |
| Kemphaen       |      |      | 7/5~9/13   | 被風暴吹離艦隊          |
| Couckebacker   | 50   | 10   | 7/5~10/22  |                         |
| Middelburch    | 125  | 251  | 7/7~8/7    | 因體積過大提前撤離      |
| Tessel         | 60   | 15   | 7/7~10/4   | 前往暹羅貿易            |
| Berdam         | 60   | 10   | 7/7~10/22  |                         |
| Weesp          | 65   | 10   | 7/7~10/4   | 前往暹羅貿易            |
| Wieringer      | 50   | 10   | 7/7~10/22  |                         |
| Catwijck       | 60   | 10   | 7/7~10/7   | 擱淺損毀                |
| Zeeburch       | 60   | 10   | 7/7~10/22  |                         |
| Salm           | 40   | 10   | 7/7~10/22  |                         |
| Venlo          | 40   | 10   | 7/16~8/17  | 前往日本進行貿易        |
| Warmondt       |      |      | 7/7~8/19   | 運輸繳獲物資前往大員    |
| Assendelft     | 50   | 10   |            | 做為貨物運輸用，未參戰  |
| Brounersheaven |      |      | 7/27~10/22 | 10/22戰鬥中遭到擊毀     |
| Balam          |      |      | 7/30~10/5  | 前往巴達維亞            |
| Boucaspel      |      |      | 7/30~10/7  | 擱淺損毀                |
| Bleyswijck     | 60   | 10   | 8/7~10/22  |                         |
| Oudewater      | 150  | 100  | 8/30~9/2   | 前往日本貿易            |
| Slooterdijck   |      |      | 8/28~10/22 | 10/22戰鬥中遭到明軍擄獲 |

除了荷蘭船艦以外，另外藉由掠劫行為取得若干艘中國帆船（戎克船），整體人員最多時達1300人。

## 衝突經過
1633年7月5日，Kemphaen率领的舰队与三艘中国帆船在南澳相遇，随后于7日抵达南澳。艦隊分頭行動，Perdam和一艘中国帆船前往福建汕頭灣南邊的“好望角”；Wieringer和一艘中國帆船前往鍾灣；Warmont則前往東山进行掠夺。
7月11日，Wieringer在掠夺途中遭遇26艘明军战舰。翌日，Tessel、Weesp、Couckebacker、Catwijck和Kemphaen对厦门港内的明军战舰发动突袭，击沉了25至30艘大型战船和15至20艘小型战船，荷军仅一人战死，并掳获了三艘大型中国帆船和一艘小型中国帆船。傍晚，厦门商人前往荷兰舰队询问攻击原因。随后，Kemphaen、Zeeburch、Salm和一艘中国帆船被派往厦门北部进行掠夺，荷军不仅抢夺食物，还强迫厦门、金门、烈屿、鼓浪屿及附近村落每周提供25只猪、100只鸡和25头牛，否则将再次发动攻击。
鄭芝龍于7月14日派遣使者向荷兰舰队递交信件，要求释放12日扣押的中国商人，并解释荷兰舰队攻击中国船只的原因。然而，荷军并未停止行动。16日，Kemphaen、Salm和两艘中国帆船前往厦门北方浯屿进行掠夺，而Venlo号快船也从巴达维亚抵达厦门。厦门商人代表再次与荷军谈判，荷军提出以一定数量的家禽家畜换取他们停止在附近陆地进行掠夺。
为了封锁中国沿海的贸易，7月18日，Zeeburch、Venlo和一艘中国帆船前往围头湾巡弋封锁金门沿海，Kemphaen、Salm和一艘中国帆船前往马嘴湾封锁漳州河和金门烈屿方面航道。在接下来的四天里，Zeeburch掠夺了装载盐和西瓜的柬埔寨船、广东船和两艘中国帆船，Salm和Kemphaen则掠夺了两艘来自马尼拉的中国帆船，但其中一艘成功逃脱。
7月24日，郑芝龙再次派遣代表与荷军谈判，提出只要荷军停止战争并撤回大员，即可派出船只与大员进行贸易。荷军拒绝了这一提议。局势进一步恶化，26日，明朝代表向荷兰舰队递交了宣战书。为了寻求盟友，普特曼斯于27日派遣使者前往劉香和李國助的据点，希望他们与荷兰联合起来对抗中国，并承诺提供大员、巴达维亚和其他要塞作为海盗的自由停泊和贸易地点。
7月29日，荷蘭艦隊将回复送交明朝代表，双方正式宣战。荷兰在宣战书中提出了数项停战条件，具体如下：
1. 希望拥有在漳州河、安海、大員、巴達維亞自由貿易的權利
2. 在鼓浪嶼建立貿易據點
3. 可派遣代表至中國沿海城市收購商品
4. 船隻能在福建沿海自由停泊
5. 不准任何中國船隻前往馬尼拉
6. 荷蘭人在中國享有與中國同等法律權利

## 戰爭經過
1633年7月31日，Balam、Boucaspe從大員抵達廈門支援荷蘭艦隊，同日海澄守軍對荷方陸上據點發動突襲，殺死一名荷蘭人。
8月3日，荷軍得知明朝方面進行動員，除了軍隊以外徵調民船以及物資製造火船，並對火船士兵發出懸賞令：「燒掉荷蘭船得200兩賞銀，取得一個荷蘭人頭顱得50兩賞銀」。荷军在攻击厦门22天后，感受到了郑军带来的军事压力和悬赏令的恐怖威力。普特曼斯寫給劉香的信中提到：「……一官（Iquan）屢屢用放火船及兵船企圖於漳州河壓倒我們，我們不時受到損害及恥辱而不得不逃走……」 为了应对火船的威胁，荷军将必要的财货转移到吃水较深，不易被火船攻击的密德堡号上，再转运到澎湖。鄭芝龍的出現使得普特曼斯的海上優勢蕩然無存。
为了挽回局势，荷军不断调集援军，并与海盗势力合作。8月6日，Boucaspel从大员前往厦门支援；7日，Middelburch前往澎湖，Bleyswijck自巴达维亚前来厦门支援。8日，荷军使用的一艘中国帆船受到明军8艘船只拦截。12日，Salm、Weesp、Boucaspel和Kemphaen再次进攻厦门，但遭到明朝军队反击，没有获得任何战果，荷方受伤5人。14日，50艘明军船只自金门岛西边，80艘至金门岛东边监视荷兰舰队；明军并使用7艘火船对Weesp攻击未果，全数遭荷兰舰队击沉。荷方损失1人。
为了减少损失，荷军将部分船只和物资转移。17日，Venlo装载掠夺到的货物前往日本。18日，明军40艘火船攻击荷兰舰队，但在接近前被荷兰舰队发现率先攻击，攻击未成逃离并自行引燃部分火船，荷兰舰队追击并击沉了18艘火船。Balam以及三艘中国帆船前往澎湖群岛拦截自马尼拉回国的中国商船。 22日，Warmont及Brouwersheaven前往澎湖，荷兰派出Salm，Kemphaen及一艘中国帆船前往斗美村进行掠劫。因触礁使得中国帆船沉没。
8月底，荷军与海盗势力正式联手。27日，荷兰舰队从厦门湾转移至漳州河停泊。29日，7月前往海盗根据地交涉的使者返回荷兰舰队。劉香和李國助正式与荷方结盟。30日，Oudewater自巴达维亚抵达厦门，荷军舰队转移至东山。31日，荷军联合海盗，成功夺取了刚抵达铜山港的商船，并烧毁了铜山防御线以外的船只和村落。
9月和10月，荷军与明军的冲突持续不断。荷军在沿海地区进行掠夺，但屡次遭到明军反击。9月2日，Oudewater离队前往日本。5日，普特曼斯在铜山避风后，攻击铜山一带，抢了一些牛、猪、鸡。 8日，荷兰军队自东山上陆掠劫时受到明军围剿，荷方5人受伤。 13日，Kemphaen被暴风吹离舰队。14日，海盗2艘船只与荷兰舰队合流，并带来郑芝龙在福州河以及泉州河集结火船的消息。 16日，福建巡抚邹维琏前往福建进行调兵。并任命五虎游击郑芝龙（前锋）、南路副总高应岳（左翼）、泉南游击张永产（右翼）、澎湖游击王尚忠（游兵）、副总兵劉應寵.參將鄧樞（中軍）为对荷兰舰队的军力部署。郑芝龙自行出资购买英国炮加装于明军舰。同时荷兰舰队再次前往漳州河停泊。 18日，海盗派出6艘船只与荷兰舰队会合。 19日，荷兰舰队再次前往东山停泊。
9月22日，崇禎帝十分不滿紅毛人在中國殺人放火掠奪財富，下令派路振飛為巡按查辦，福建巡撫鄒維璉接到聖旨懲荷。 28日，荷兰人决议再将舰队开往金门，但又遇台风而暂缓，直到10月初。
10月2日，荷方派出Weesp，Tessel前往暹罗，劉香舰队12艘帆船抵达荷兰舰队处。 6日，普特曼斯与海盗共同抢劫一个不知岛名但有农夫、有米、有动物的岛。7日，Catwijck、Boucaspel因风暴搁浅损毁。 8日，中国方面有下列记载：“……初六日（陽曆十月八日）……至古雷吉釣灣，見有夷船一隻，近在岸旁，即督昆等帶領衝鋒兵三十餘名喊殺，夷眾忙亂跳水者，下沈者，被我兵殺死無數，搶獲三十餘名，斬級十餘顆……”。 10日，荷舰受到明朝战舰的攻击，海盗马上救助荷兰人，并向普特曼斯邀功。 13日，8艘海盗船只与荷兰舰队合流。 
15日，邹维琏至海澄指挥明军舰队，福建巡抚邹维琏在海澄誓师，令郑芝龙为前锋。 17日，明军得知荷兰舰队以及海盗舰队位置以及规模（夹版船9艘，海盗50多艘），下令福建所有明军水师出击。 18日，明军在铜山外海以8艘战船，2艘火船拦截2艘荷兰船只。 19日，明军主力部队集结完成。
10月22日，明荷双方在金门料罗湾爆发了激烈战斗。鄭芝龍指揮明軍水師，以50艘大型戰船和100艘火船對抗荷軍8艘帆船和海盗50多艘大小帆船。鄭芝龍把所有的船隻充當縱火船(含50艘大型戰船)衝向荷蘭人；Brouckersheaven遭燒毀，Weiringen遭擊沉，Slotendijck遭擄獲（船上約100人遭俘虜），其餘荷軍船只在明軍強大的攻勢下逃回大員。
根據福建巡撫鄒維璉奏報的戰績：「計生擒夷眾一百一十八名，馘斬夷級二十顆，焚夷夾版巨艦五隻，奪夷夾版巨艦一隻，擊破夷賊小舟五十餘隻，奪盔甲、刀劍、羅經、海圖等物皆有籍存。而前後銃死夷屍被夷拖去，未能割級者，累累難數，亦不敢敘。」《巴達維亞城日記》也記載，被俘虜的荷蘭人約計百人。

## 後續
料羅灣大戰後，明軍乘勝追擊，又連續與荷蘭人發生小規模海戰，直到將荷蘭趕出中國沿海為止。而鄭芝龍則死咬劉香不放，「一破之於石尾，再破之於定海，三破之於廣河，四破之於白鴿，五破之於大擔，六破之於錢澳。」最後於1635年廣東海戰，在決戰中將劉香逼得自焚溺死。
1639年，荷蘭人再度派朗必即里哥率大型戰艦9艘騷擾中國沿海，數次擊敗明朝水師的小型船隊，但最終被鄭芝龍遣人攜帶盛滿火藥的竹筒泅水攻擊，艦隊被焚毀五艘而大敗，至此明朝控制了從日本到南海的全部東亞制海權。
明朝方面，此場戰役之後，原先對海禁政策採強硬態度的福建巡撫鄒維璉遭到撤職，繼任者對於海禁政策以及鄭芝龍等人無力約束採取放任態度，東南海權自此落入鄭芝龍一人掌控。1636年鄭芝龍被任命為福州都督，掌控了更大的權力，被稱為「閩海王」，凡來往於東亞地區的商人都必須花錢購買明鄭的令旗，史載：「每一舶例入三千金，歲入千萬計，並築城於安平〈今福建省泉州晉江市安海鎮〉……八閩以鄭氏為長城」。若船隻無鄭氏旗號，在東亞海面被攔截的概率超過50%，在福建沿海則100%被攔截，最後連聯合東印度公司都不得不偷偷地以日本船的名義購買令旗。但也因為鄭氏集團的勢力，中國東南沿海得以在和平的籠罩下平穩發展，海盜問題也漸漸消失。

## 外部連結
- . 新华网. 2005-06-30  [2015-10-22]. （原始内容存档于2016-03-04） （中文（中国大陆））.